# Канатова, Валерия Игоревна
Валерия Игоревна Канатова (род. 29 августа 1992, Ташкент) — легкоатлетка Узбекистана, специализирующаяся в тройном прыжке.

## Карьера
Валерия тренируется у В. Н. Казакова и Г. М. Казаковой. Первую золотую медаль международного масштаба выиграла на Евразийских спортивных играх в белорусском Бресте.
Бронзовый призёр юношеского чемпионата мира 2009 года. Личный рекорд Валерии является юниорским рекордом Узбекистана.
Серебряный призёр чемпионата Азии 2011 года.
Также занимается прыжком в длину. В 2015 году стала вице-чемпионкой Узбекистана с результатом 5,56 м.
Окончила Ташкентский колледж информационных технологий (2010), поступила в Узбекский государственный экономический университет.

## Результаты
| Год                     | Соревнование                           | Место проведения        | Место                   | Результат               |
| Представляет Узбекистан | Представляет Узбекистан                | Представляет Узбекистан | Представляет Узбекистан | Представляет Узбекистан |
| ----------------------- | -------------------------------------- | ----------------------- | ----------------------- | ----------------------- |
| 2007                    | Юношеский чемпионат мира               | Острава                 | 14                      | 12,15                   |
| 2007                    | Евразийские молодёжные спортивные игры | Брест                   | 1                       | 12,58                   |
| 2008                    | Чемпионат мира среди юниоров           | Быдгощ                  | 24                      | 12,37                   |
| 2009                    | Юношеский чемпионат мира               | Южный Тироль            | 3                       | 13,45                   |
| 2009                    | Зимние Азиатские игры                  | Ханой                   | 10                      | 12,69                   |
| 2010                    | Чемпионат мира среди юниоров           | Монктон                 | 4                       | 13,68                   |
| 2010                    | Летние Азиатские игры                  | Тайбэй                  | 5                       | 13,46                   |
| 2011                    | Чемпионат Азии                         | Кобе                    | 2                       | 14,14                   |
| 2011                    | Чемпионат мира                         | Тэгу                    | 22                      | 13,86                   |
| 2012                    | Чемпионат мира в помещении             | Стамбул                 | 24                      | 13,51                   |